# Mikhail Yanguel
Михаил Кузьмич Янгель
Mikhaïl Kouzmitch Yanguel (en russe : Михаил Кузьмич Янгель), né le 25 octobre 1911 à Zyrianova dans le gouvernement d'Irkoutsk et décédé le 25 octobre 1971 à Moscou, est un ingénieur russe qui a joué un rôle majeur dans le développement des missiles balistiques intercontinentaux et des lanceurs de l'ancienne Union soviétique. Il conçoit et produit les premiers missiles balistiques opérationnels de l'Union soviétique R-12, R-14, R-16, R-36 ainsi que la première version du lanceur léger Zenit. Son bureau d'étude et l'unité de production associée installés à Dnipro, aujourd'hui en Ukraine, concevront et produiront après son décès les lanceurs modernes Zenit et Energia.

## Ingénieur en aéronautique
Yanguel est né dans le gouvernement d'Irkoutsk dans le sud de la Sibérie centrale. En 1926, il va rejoindre son frère installé à Moscou. Il travaille dans une filature puis est admis à l'Institut aéronautique de Moscou en 1931. Il obtient son diplôme d'ingénieur en aéronautique en 1937 et, entre dans le bureau d'études du constructeur d'avions de chasse Polikarpov. En 1938, il est envoyé aux États-Unis pour être formé à la construction sous licence d'un avion américain. À son retour en Russie, il devient l'assistant de Polikarpov puis, en 1940, directeur adjoint de la principale usine de Polikarpov à Novossibirsk. En mars 1944, il rentre dans le bureau d'études du constructeur de chasseurs Mikoyan puis, en janvier 1945, il passe ingénieur en chef du bureau d'études Miassichtchev. Il travaille brièvement au sein du ministère de l'Industrie avant d'être envoyé pour suivre un cycle de formation supérieur à l'Académie de l'industrie aérospatiale entre 1948 et 1950,.

## Conversion dans la production des missiles balistiques
Le 12 avril 1950, il devient chef de la section « systèmes de guidage » au sein de l'Institut de recherche sur les missiles balistiques NII-88 dirigé par Sergueï Korolev, futur « père » de l'astronautique soviétique. Celui-ci à l'époque travaille à développer pour les militaires les missiles balistiques extrapolés du lanceur V2 allemand. Après le fiasco du  missile R-3, le NII-88 avait entamé un réexamen complet des choix de technologie et d'architecture envisageables pour les missiles. Grâce à ces travaux dans lesquels Yanguel s'implique fortement, celui-ci put fournir une première version des spécifications des missiles R-5 (6 volumes), R-11 (8 volumes) et R-12 40 jours après en avoir reçu la commande. À l'issue de cette étude, Yanguel est convaincu que les missiles balistiques doivent utiliser des ergols stockables à la place des ergols utilisés jusque-là, même s'ils présentent l'inconvénient d'être très toxiques. Korolev et son bras droit Vassili Michine sont totalement opposés à ce choix. En mai 1952, Yanguel est nommé responsable du NII-88, ce qui fait de lui le supérieur de Korolev alors qu'il était jusque-là un de ses adjoints. Yanguel a sa carte au Parti Communiste d'Union soviétique depuis les années 1930 et entretient de bonnes relations avec le ministre de tutelle Dimitri Oustinov, tandis que Korolev est toujours officiellement un ancien ennemi de l’État passé par le goulag.
En février 1953, 20 jours avant sa mort, Staline lance le développement en parallèle des missiles balistiques R-5, R-11, R-12, R-7 et du missile de croisière intercontinental EKR (en). Depuis juin 1952, la fabrication du seul missile en production, le R-1, avait été confiée à l'OKB-586, un établissement industriel installé à Dnipro en Ukraine. Celui-ci produisait jusque-là des tracteurs avec un outillage de qualité qui avait été confisqué dans les usines allemandes de Porsche et BMW après la victoire sur le régime nazi. Fin 1953, Khrouchtchev décide de décentraliser en partie les centres de conception et de production des missiles pour éviter qu'une seule frappe nucléaire sur Moscou ne détruise l'ensemble de cette industrie. Il fait installer deux autres centres de conception de missiles en dehors de Moscou, dont l'un dans le sud de l'Union soviétique. Pour cette dernière implantation, l'OKB-586 est retenu. Le coût de cette décentralisation va se chiffrer en dizaines de milliards de roubles. L'encadrement et les ingénieurs experts de ces nouvelles entités sont prélevés dans les effectifs du NII-88, tandis que les techniciens, les ingénieurs d'application et les ouvriers sont recrutés sur place pour éviter la construction de nouveaux logements. Korolev lutte pour conserver le contrôle des nouveaux centres, mais Khrouchtchev reste inflexible sur le fait que ces entités doivent être complètement autonomes. Yanguel est naturellement choisi pour diriger l'OKB-586 et développer son propre bureau d'études sur place. Korolev, qui n'avait jamais pu imposer son point de vue à Yanguel, n'est finalement pas mécontent de cette réorganisation.

## Concepteur et fabricant des missiles intercontinentaux soviétiques
Yanguel déménage en Ukraine mi-1954 et entame immédiatement le développement du missile R-12. Les premiers tests de ce missile de portée intermédiaire ont lieu en 1957 et, pour la première fois, l'Union soviétique dispose d'un missile balistique produit en masse. En l'absence d'un missile utilisable produit par Korolev, c'est le missile R-12 qui va jouer un rôle central dans un épisode marquant de la Guerre froide, lorsque l'Union soviétique décide en 1962 de déployer des missiles à Cuba, son allié, déclenchant la crise des missiles de Cuba. Les militaires soviétiques, confortés par la réussite du R-12 et par le fait que Yanguel soit, contrairement à Korolev, réceptif à leurs besoins, lui passent successivement commande des missiles R-14, R-16 et R-36. Le R-16 permettra à l'Union soviétique de faire jeu égal avec les centaines de missiles Atlas et Titan déployés par les États-Unis. Mais le R-16, qui utilise les ergols très dangereux préconisés par Yanguel, est également à l'origine de la catastrophe de Nedelin qui tue le 24 octobre 1960 une centaine d'ingénieurs, de techniciens ainsi que Mitrofan Nedelin, l'officier qui commande la force de frappe nucléaire soviétique. Yanguel ne réchappe à l'explosion qui ravage le pas de tir que parce qu'il est parti fumer une cigarette dans un bunker.

## Implication dans le programme spatial
Malgré la charge de travail représentée par la conception et la production des missiles balistiques, Yanguel parvient à participer au programme spatial lorsque celui-ci prend son essor à la fin des années 1950. Il construit la première version du lanceur léger Cosmos à partir du missile R-12 et développe la famille de satellites DS (Dnepropetrovsk Sputnik) placés en orbite par ce lanceur et dont le premier exemplaire est lancé 14 mois après avoir été commandé. Près de 185 de ces satellites utilisés pour des applications militaires, scientifiques et technologiques seront lancés.
En 1961 il propose, pour répondre à l'appel d'offres GR-2 portant sur un lanceur universel, le missile balistique géant R-46 et le lanceur R-56. Mais c'est le missile Proton UR-500 de Tchelomeï qui est retenu comme missile et la fusée N-1 de Korolev qui est choisie comme lanceur. Mais Yanguel ne renonce pas et continue à raffiner par la suite son projet de lanceur R-56. En 1965 Yanguel, qui considère que la lutte qui oppose Tchelomeï et Korolev sur le programme spatial lunaire habité est dommageable au programme spatial soviétique et que, du point de vue technique, il n'est pas possible à un seul bureau d'études de maitriser l'ensemble du programme, propose que le projet soit partagé entre Korolev, responsable du vaisseau spatial, Tchelomeï, responsable de la sonde interplanétaire prévue, et lui-même, qui fournirait en charge le lanceur. Mais le choix technique retenu pour son lanceur est rejeté car il nécessite deux lancements et un assemblage en orbite des deux composants qui n'a jamais testé jusque-là. Pour la première fois de sa carrière Yanguel doit s'incliner. Korolev puis son successeur Michine font néanmoins appel par la suite à son bureau d'études  pour développer le moteur utilisé par l'atterrisseur lunaire LK. Trois tests du LK sont effectués avec succès en 1970-1971. Yanguel décède à Moscou en 1971 peu après ces essais.

## Postérité
Après son décès, l'ensemble dirigé autrefois par Yanguel continue à fournir de manière exclusive les missiles balistiques lourds de l'Union soviétique et donne naissance en 1976 à une nouvelle génération de lanceurs constituée par Zenit et Energia. Après l'éclatement de l'Union soviétique, l'établissement de Yanguel se retrouve sur le territoire de l'Ukraine. Le bureau d'études Ioujnoïe et l'établissement industriel Ioujmach héritiers de l'OKB-586 continuent de produire des lanceurs Zenit qui constituent une des sources de devises les plus importantes de ce pays. L'arrêt de la production des missiles balistiques rapatriée en Russie et l'évolution économique ont entrainé une diversification de ces établissements qui conçoivent et produisent aujourd'hui également du matériel agricole, des bus, des tramways, des éoliennes et des satellites.

## Personnalité
Yanguel était considéré comme une personne brillante, avec un grand talent d'organisateur et une forte personnalité. Il a su créer au sein de son bureau d'études une atmosphère de confiance, dépourvue de dogmatisme, où les concepts existants et nouveaux pouvaient être étudiés et soumis à la critique. Sa capacité d'écoute des besoins des militaires et sa volonté de coopérer avec les autres bureaux d'étude avaient été résumés par l'aphorisme suivant : « Korolev travaille pour l'agence de presse Tass, Tchelomeï travaille sur des bêtises, Yanguel travaille pour nous ».

## Titres et récompenses
Yanguel a reçu le prix Lénine en 1960 et le prix de l’État d'Union soviétique en 1967. Il lui a été décerné à quatre reprises l'Ordre de Lénine, ainsi que l'Ordre de la Révolution d'Octobre et de nombreuses autres médailles.
Plusieurs lieux portent son nom en son honneur :
- Une rue du quartier de Chertanovo à Moscou
- La station du métro de Moscou Oulitsa Akademika Iangelia sur la ligne Serpoukhovsko-Timiriazevskaïa
- Une rue de Kiev
- Une des deux principales avenues de Baïkonour (l'autre avenue porte le nom de son principal rival Sergueï Korolev)
- Le cratère Yanguel sur la Lune
- La planète mineure (3039) Yanguel découverte par l'astronome soviétique Lioudmila Jouravliova en 1978 [3].

### Sources
- (en) Asif A. Siddiqi, Spoutnik and the soviet space challenge, University Press of Florida, 2003, 527 p. (ISBN 978-0-8130-2627-5).
- (en) Asif A. Siddiqi, The soviet space race with Apollo, University Press of Florida, 1996, 489 p. (ISBN 978-0-8130-2628-2).